# El destino en sus manos
El destino en sus manos fue un programa de televisión realizado por Boca a Boca para Televisión Española en 1995, compuesto por la serie Mar de dudas y un debate posterior. Cada capítulo tenía el final abierto y el público podía elegir, durante el debate, cual sería el final entre dos propuestos.
Fue estrenado el 26 de abril de 1995, en horario de prime time tardío (22:45h), y finalizó del 3 de agosto de 1995 tras tener problemas de audiencia.
La serie fue realizada por el director Manuel Gómez Pereira y guionizada por Joaquín Oristrell. La protagonista es Cristina Marcos. Algunos de los coprotagonistas son: Chema Muñoz, Ana Gracia, Toni Cantó, Gloria Muñoz, Fernando Guillén Cuervo, Candela Peña, Elvira Mínguez y Aitor Mazo.
El debate, sobre cuestiones éticas, era moderado por la periodista Gemma Nierga y en él participaban cuatro personalidades de diferente índole.
Después de su primera temporada, se decidió remontar la serie para ser emitida de manera independiente (sin debate pero con los finales que ya eligieron los espectadores) en 13 capítulos de 45 minutos, pero nunca fue emitida en este formato.

## Lista de programas
- (26.04.95) Invitados: Ana Botella, María Barranco, Frederic Porta y Antonio Resines
- (03.05.95) Invitados: Bibi Ándersen, Lorenzo Milá, Javier Bardem y Gracia Olayo
- (10.05.95) Invitados: Chicho Ibáñez Serrador, Carmen Rigalt, Javier Sardà y Carlos Carnicero
- (31.05.95) Invitados: Fernando Arrabal, Rossy de Palma, Eduardo Vizcaíno y Luis Zarraluqui
- (07.06.95) Invitados: Paola Dominguín, Mari Pau Domínguez, Adolfo Marsillach y Pepín Liria
- (14.06.95) Invitados: Verónica Forqué, Ramón García, Paloma Gómez Borrero y Francisco
- (21.06.95) Invitados: Jaime Garralda, Isabel Tocino, Lobo Carrasco y Lola Herrera
- (28.06.95) Invitados: Paloma Lago, José Manuel Soto, Pepe Martín y Santiago Segura
- (05.07.95) Invitados: Cristina Hoyos, Raúl Sénder, Luis Rojas Marcos y Pastora Vega
- (12.07.95) Invitados: Martirio, Catherine Fulop, Francisco Alonso Fernández y Antonio Rubio
- (19.07.95) Invitados: Amparo Baró, Mónica Randall, Mercedes Sampietro y Kiti Mánver
- (27.07.95) Invitados: Charo López, Cristina García Ramos, Antonio Canales y Antonio Albert
- (03.08.95) Invitados: Toni Cantó, Cristina Marcos, Ana Gracia, Gloria Muñoz, Chema Muñoz y Elvira Mínguez